# Saint-Julien-Gaulène
Saint-Julien-Gaulène is een gemeente in het Franse departement Tarn (regio Occitanie) en telt 178 inwoners (2004). De plaats maakt deel uit van het arrondissement Albi.

## Geografie
De oppervlakte van Saint-Julien-Gaulène bedraagt 11,6 km², de bevolkingsdichtheid is 15,3 inwoners per km².
De onderstaande kaart toont de ligging van Saint-Julien-Gaulène met de belangrijkste infrastructuur en aangrenzende gemeenten.

## Demografie
Onderstaande figuur toont het verloop van het inwonertal (bron: INSEE-tellingen).